# Іван Терзієв
Іван Терзієв (1928, Робово — 29 травня 2016, Скоп'є) — македонський композитор і флейтист. Вважається найбільшим майстром флейти в Македонії.

## Біографія
Терзієв народився в селі Робово в околиці міста Струмиця. Пізніше став одним з найкращих македонських композиторів та флейтистів. Написав низку музичних творів, він також автор маршу, присвяченого історичній ВМРО, сьогодні гімну ВМРО-ДПМНЕ та ВМРО-НП.Також є автором балетного шедевру «Яблуко і дівчина». Помер у Скоп'є 29 травня 2016 року. 

## Зовнішні посилання
- Маршот на ВМРО на YouTube
- Јаболко и девојка, балетска свита [Архівовано 21 листопада 2020 у Wayback Machine.] на YouTube
- Вардарска романса  на YouTube